# エーゲ海の天使
『エーゲ海の天使』（エーゲかいのてんし、Mediterraneo）は、1991年のイタリアのドラマコメディ映画。
監督はガブリエレ・サルヴァトレス、出演はヴァンナ・バルバとディエゴ・アバタントゥオーノなど。

## ストーリー
第二次世界大戦中、イタリア軍8人の小部隊がエーゲ海の小島に潜入するが、本国と連絡が絶たれ孤立してしまう。やがて彼らは現地人と仲良くなり、平和に暮らしているうちに、戦争は終わってしまっていた。現地のヴァシリサ（ヴァンナ・バルバ）と結婚していたファリーナ（ジュゼッペ・チェデルナ）以外の隊員は帰国する。

## キャスト
- ヴァンナ・バルバ（イタリア語版）
- ディエゴ・アバタントゥオーノ
- クラウディオ・ビガリ（イタリア語版）
- ジュゼッペ・チェデルナ（イタリア語版）
- クラウディオ・ビジオ
- ジジョ・アルベルティ（イタリア語版）
- ウーゴ・コンティ（イタリア語版）

## 受賞
- 1991年 アカデミー賞外国語映画賞